# Diözese Cieszyn

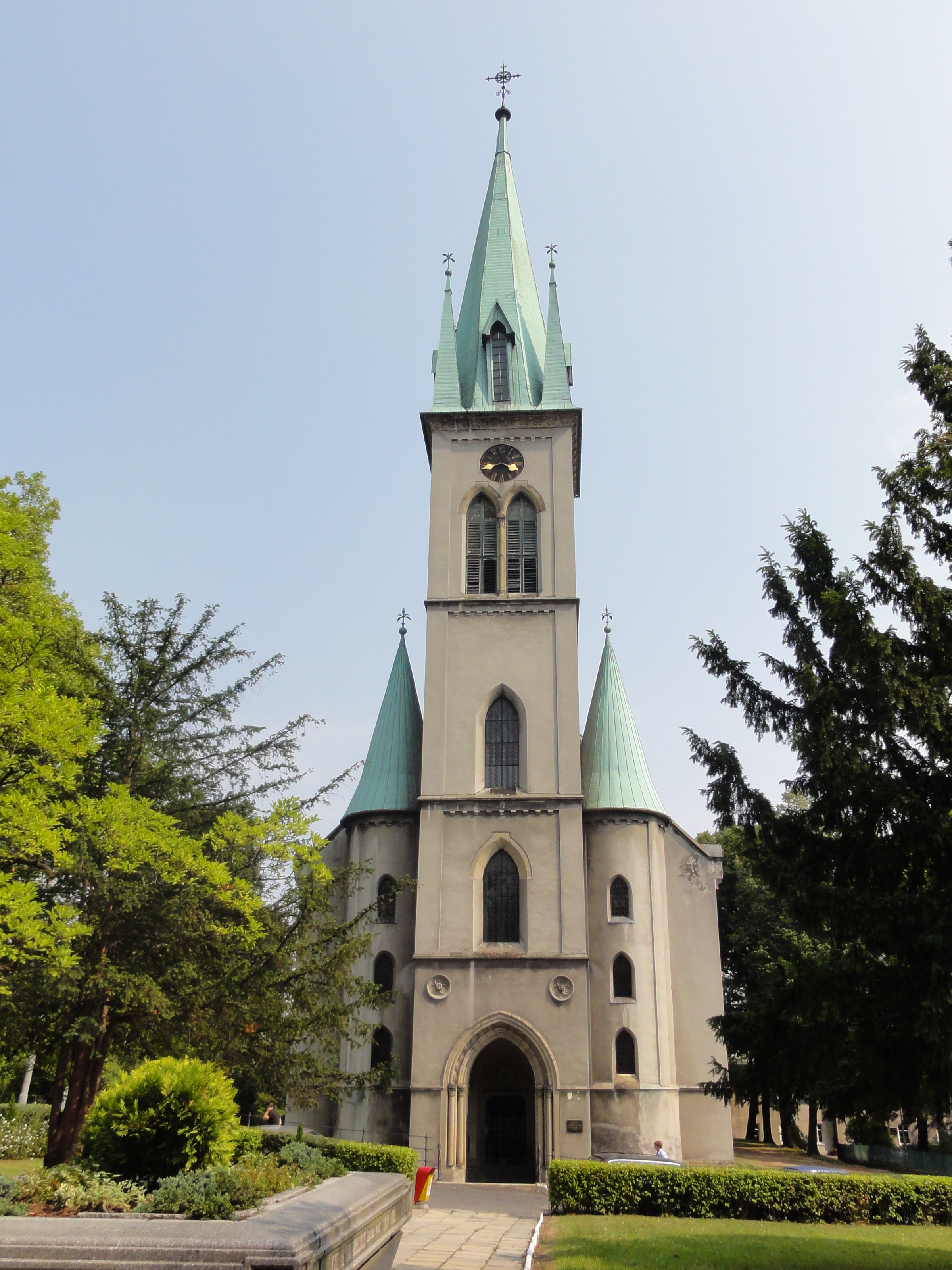
Die evangelisch-augsburgische Erlöserkirche in Bielsko

Die Diözese Cieszyn (polnisch Diecezja cieszyńska, früher auch seniorat śląski [Seniorat Schlesien], superintendentura śląska [Superintendentur Schlesien], diecezja śląska [Diözese Schlesien]) ist flächenmäßig die kleinste der sechs Diözesen der Evangelisch-Augsburgischen (lutherischen) Kirche in Polen. Amtssitz ist Bielsko-Biała. Im Jahr 2017 zählte sie 35.831 Gemeindemitglieder (von 61.270 in Polen), Tausende andere Evangelische in Polen stammen aus der Teschener Diözese, besonders in Oberschlesien, Krakau und Warschau.

## Lage

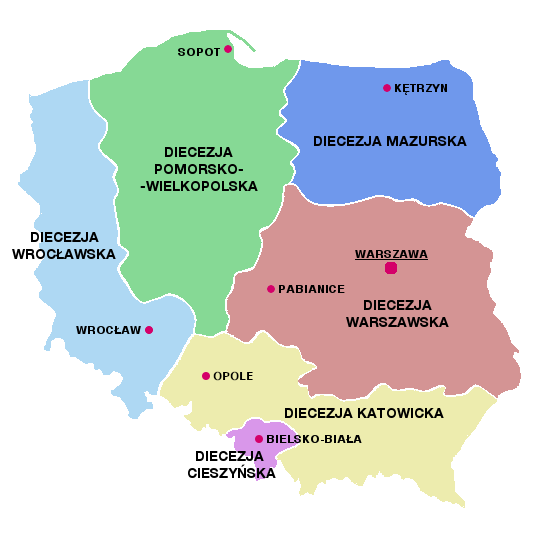
Lage von Diözese Cieszyn in Polen

Die Diözese Cieszyn umfasst das Gebiet der kreisfreien Stadt Bielsko-Biała (Bielitz-Biala) und der beiden Kreise Bielsko (Bielitz) und Cieszyn (Teschen) in der Woiwodschaft Schlesien. Im Südwesten reicht das Diözesangebiet bis an die Grenze nach Tschechien und bis zur dortigen, historisch eng verwandten Schlesisch-Evangelischen Kirche Augsburgischen Bekenntnisses; im Übrigen wird es von der Diözese Katowice begrenzt.

## Geschichte

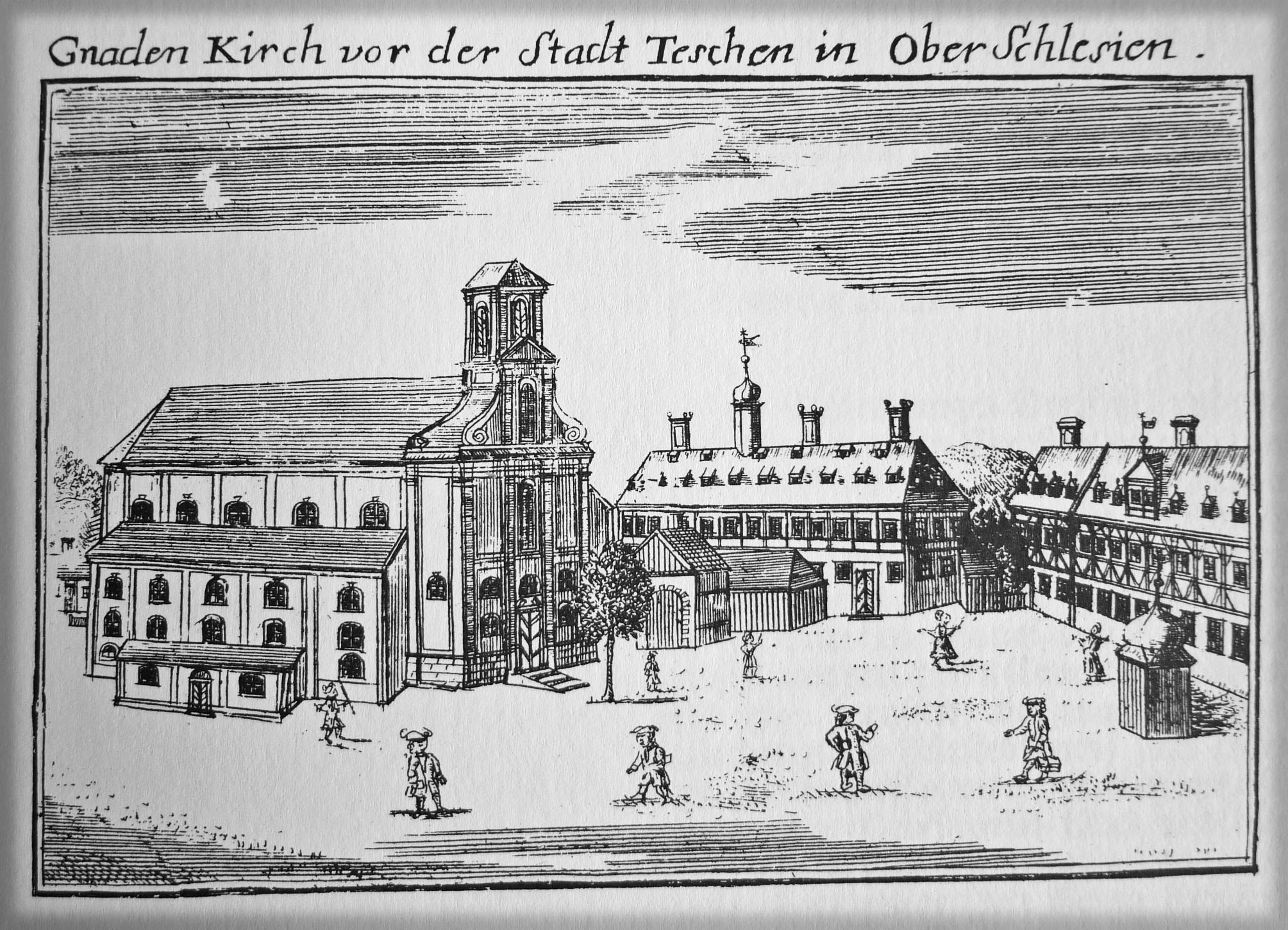
Die Jesuskirche in Teschen im Jahr 1750

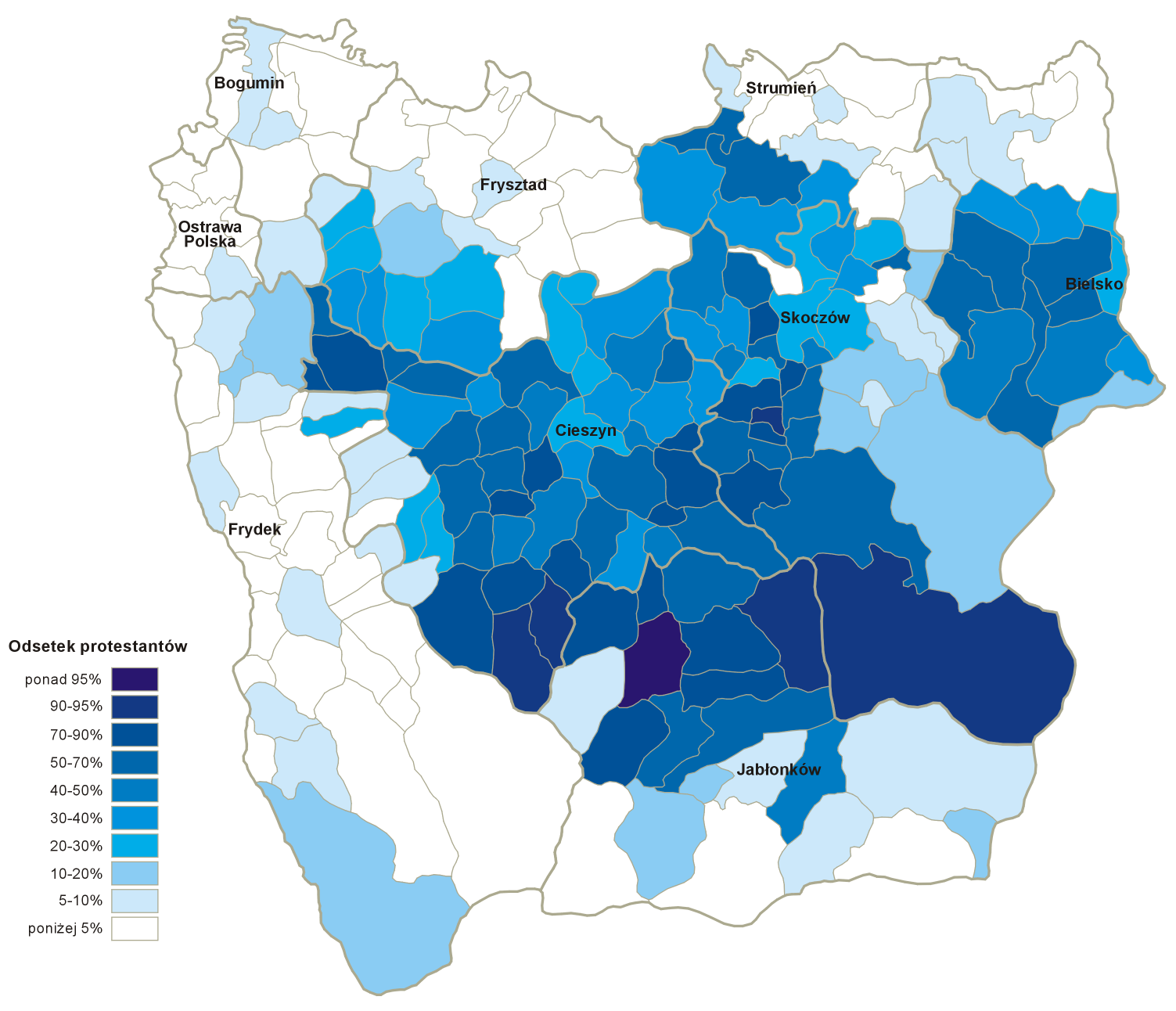
Teschener Schlesien im Jahre 1910: Protestanten

Aus Niederschlesien und Krakau gelangten die reformatorischen Gedanken Martin Luthers in das Teschener Schlesien. Im Herzogtum Teschen wurde die Reformation vermutlich frühestens im Jahr 1545 durch den Herzog Wenzel III. Adam eingeführt; nur in Bielitz war es sicherlich früher, an der Wende der 1530er und der 1540er Jahre, verbreitet.
Die Gegenreformation begann erst allmählich ab 1610 durch den Herzog Adam Wenzel, dann stärker nach dem Tod der Herzogin Elisabeth Lukretia unter der direkten Regierung der Habsburger, hatte aber keine Chance, die reformatorischen Ideen auszurotten. Zwar wurden z. B. in der Minderstandesherrschaft Bielitz sämtliche Kirchen wieder römisch-katholisch, doch die Lutheraner blieben ihnen fern und hielten im Geheimen evangelische Gottesdienste in Wäldern oder unterrichteten in so genannten „Winkelschulen“ (in Bielitz).
Kaiser Joseph I. erlaubte im Vertrag von 1707 den Bau von sechs „Gnadenkirchen“ in Schlesien, darunter in Teschen. Diese Kirche wurde von polnisch-, tschechisch- (Nordmähren) und deutschsprachigen (z. B. aus Rösnitz) Lutheranern im Umkreis von bis hundert Kilometern besucht. Das Toleranzpatent seines Nachfolgers Kaiser Joseph II. ermöglichte dann die Wiederbelebung des kirchlich-protestantischen Lebens im Teschener Schlesien. Damals entstanden bis 1848 die Gemeinden: Alt Bielitz, Bielitz, Ernsdorf, Bludowitz, Kameral Ellgoth, Weichsel, Bistrzitz, Ustron, Golleschau, Nawsi, Drahomischl. Insgesamt mit Teschen 13, die größte Häufung in Cisleithanien. 1847 machten die 59.865 Protestanten 29,5 % der Bevölkerung des Teschener Schlesiens aus. Das Seniorat Schlesien mit Sitz in Teschen bzw. Bielitz in der Evangelischen Superintendentur A. B. Mähren und Schlesien gilt als Vorgängerinstitution der heutigen Diözese Cieszyn. Bielitz, Alt Bielitz und die später entstandene Gemeinde Ober Kurzwald sowie die Gemeinde im galizischen Biala waren mehrheitlich deutschsprachig, Teschen und Skotschau gemischt, der Rest mehrheitlich polnischsprachig. Obwohl die ersten polnischen Nationalaktivisten Protestanten waren (Paweł Stalmach, Andrzej Cinciała, Andrzej Kotula), gehörten vor dem Ersten Weltkrieg die Mehrheit der polnischsprachigen Lutheraner (schätzungsweise bis zu 3/4) politisch zur sogenannten schlonsakischen, deutschfreundlichen und gegen die polnische Nationalbewegung eingestellten, Bewegung. Bis 1909 war die Bewegung rings um den Superintendenten Theodor Karl Haase versammelt, danach formell als die Schlesische Volkspartei unter der Leitung von Józef Kożdoń organisiert.
Im Jahr 1921 gab es im polnischen Teil des Teschener Schlesiens 41.888 (fast 30 % der ganzen Bevölkerung) Protestanten, davon 28.523 polnischer und 13.312 deutscher Nationalität, hauptsächlich in der Bielitz-Bialaer Sprachinsel. 1938 wurden die Kirchengemeinden der Schlesischen Evangelischen Kirche A.B. an die Superintendentur Schlesien angegliedert. Im Zweiten Weltkrieg wurde sie zur Evangelischen Kirche der Provinz Schlesien als Kirchenkreis Teschen angegliedert, unter der Führung des leidenschaftlichen Anhängers des Faschismus, Paul (Paweł) Zahradnik. Die polnische Sprache wurde in den Kirchen verboten und die polnischsprachigen Bücher wurden zerstört. Nach dem Krieg verlor die Diözese die deutschsprachige Bevölkerung aufgrund der Flucht und Vertreibung Deutscher aus Mittel- und Osteuropa 1945–1950. Die Pfarrei Biała aus der aufgelösten Evangelischen Kirche Augsburgischen und Helvetischen Bekenntnisses in Kleinpolen wurde angegliedert.
Die Lutheraner machen im Gebiet der Diözese in Gemeinden wie Cieszyn, Skoczów, Ustroń, Goleszów, Hażlach 10 bis 50 %, in Wisła sogar 2/3 (sie ist die einzige Stadt in Polen mit der protestantischen Mehrheit) der Bewohner – im überwiegend katholischen Polen eine Besonderheit.

## Struktur
Geistliches Oberhaupt der Diözese mit ihren 22 Kirchengemeinden und 26 Filialgemeinden mit 44 Pfarrern ist der Bischof. Amtsinhaber war von 1992 bis 2016 Bischof Paweł Anweiler und ist seit 2016 Adrian Korczago.
Zusammen mit dem Diözesan-Kurator (Adam Pastucha), dem Geistlichen Rat (Jan Koziel) und dem Sekretär (Józef Król) bildet er den Diözesanrat.
Oberstes Entscheidungsgremium ist die Diözesansynode, zu der alle Kirchengemeinden Synodale (Delegierte) entsenden. Die Diözese wiederum ist durch Synodale in der Gesamtkirchensynode der Evangelisch-Augsburgischen Kirche in Polen vertreten.
Die zentrale Amtsstelle der Diözese Teschen ist in 43-300 Bielsko-Biała, pl. ks. Marcina Lutra 12.

## Kirchengemeinden/Pfarreien
Folgende 22 Kirchengemeinden gehören zur Diözese Teschen:
| Pfarrgemeinde                                 | Gründungsjahr | Kirchengebäude                              | Filialgemeinden | Bild                                        |
| --------------------------------------------- | ------------- | ------------------------------------------- | --- | ------------------------------------------- |
| Biała (Biala)                                 | 1781          | Martin-Luther-Kirche in Biała               | Salmopol und Węgierska | Martin-Luther-Kirche in Biala               |
| Alt-Bielitz                                   | 1827          | Johanneskirche in Alt-Bielitz               | Evangelische Kirche in Kamienica                                                                                           | Johannes-der-Täufer-Kirche in Alt-Bielitz   |
| Bielsko (Bielitz)                             | 1782          | Erlöserkirche in Bielitz                    | | Erlöserkirche in Bielitz                    |
| Bładnice (Bladnitz)                           | 2000          | Evangelische Kirche Bladnice                | | Evangelische Kirche Bladnice                |
| Brenna-Górki                                  | 1992          | Bartholomäuskirche in Brenna                | Johanneskirche in Górki Wielkie (Groß Gurek)                                                                               | Bartholomäuskirche Brenna                   |
| Cieszyn (Teschen)                             | 1709          | Jesuskirche in Cieszyn                      | Bażanowice, Gumna, Hażlach (Haslach), Krasna, Marklowice (Marklowitz), Ogrodzona (Ogrodzon), Puńców und Zamarski (Zamarsk) | Jesuskirche Cieszyn                         |
| Cisownica (Zeislowitz)                        | 1986          | Evangelische Johanneskirche                 | | Johanneskirche Zeislowitz                   |
| Czechowice-Dziedzice (Tschechowitz-Dziedzitz) | 1968          | Evangelische Kirche in Czechowice-Dziedzice | | Evangelische Kirche in Czechowice-Dziedzice |
| Dzięgielów (Dzingelau)                        | 2005          | Evangelische Kirche Dzięgielów              | | Evangelische Kirche Dzięgielów              |
| Drogomyśl (Drahomischl)                       | 1788          | Evangelische Kirche in Drahomischl          | Pruchna (Pruchnau) und Bąków (Bonkau)                                                                                      | Evangelische Kirche in Drahomischl          |
| Goleszów (Golleschau)                         | 1785          | Evangelische Kirche in Goleschau            | Godziszów (Godzischau), Kisielów (Kieselau), Kozakowice Dolne (Nieder Kozakotitz) und Leszna Górna (Ober Lischna)          | Evangelische Kirche in Goleschau            |
| Istebna                                       | 1999          | Evangelische Kirche in Istebna              | | Evangelische Kirche in Istebna              |
| Jaworze (Ernsdorf)                            | 1782          | Evangelische Kirche in Ernsdorf             | Jasienica (Heinzendorf), Wapienica (Lobnitz) und Świętoszówka                                                              | Evangelische Kirche in Ernsdorf             |
| Międzyrzecze (Ober Kurzwald)                  | 1864          | Evangelische Kirche in Ober-Kurzwald        | Mazańcowice (Matzdorf) | Evangelische Kirche in Ober-Kurzwald        |
| Skoczów (Skotschau)                           | 1862          | Dreifaltigkeitskirche (Skoczów)             | Dębowiec (Baumgarten), Pierściec (Perstetz) und Simoradz                                                                   | Dreifaltigkeitskirche Skoczów               |
| Ustroń (Ustron)                               | 1783          | Jakobskirche in Ustron                      | Dobka, Ustroń-Polana und Lipowiec (Lippowetz)                                                                              | Jakobskirche in Ustron                      |
| Wieszczęta-Kowale                             | 1994          | Evangelische Kirche in Wieszczęta           | | Ev. Kirche WIeszczęta                       |
| Wisła (Weichsel)- Centrum                     | 1782          | Peter-und-Paul-Kirche in Weichsel           | | Peter-und-Paul-Kirche in Weichsel           |
| Wisła-Czarne                                  | 1994          | Evangelische Kirche in Wisła-Czarne         | | Evangelische Kirche in Wisła-Czarne         |
| Wisła-Głębce                                  | 1994          | Evangelische Kirche in Wisła-Głębce         | | Evangelische Kirche in Wisła-Głębce         |
| Wisła-Jawornik                                | 1994          | Evangelische Kirche in Wisła-Jawornik       | | Evangelische Kirche in Wisła-Jawornik       |
| Wisła-Malinka                                 | 1994          | Evangelische Kirche in Wisła-Malinka        | | Evangelische Kirche in Wisła-Malinka        |

## Einrichtungen

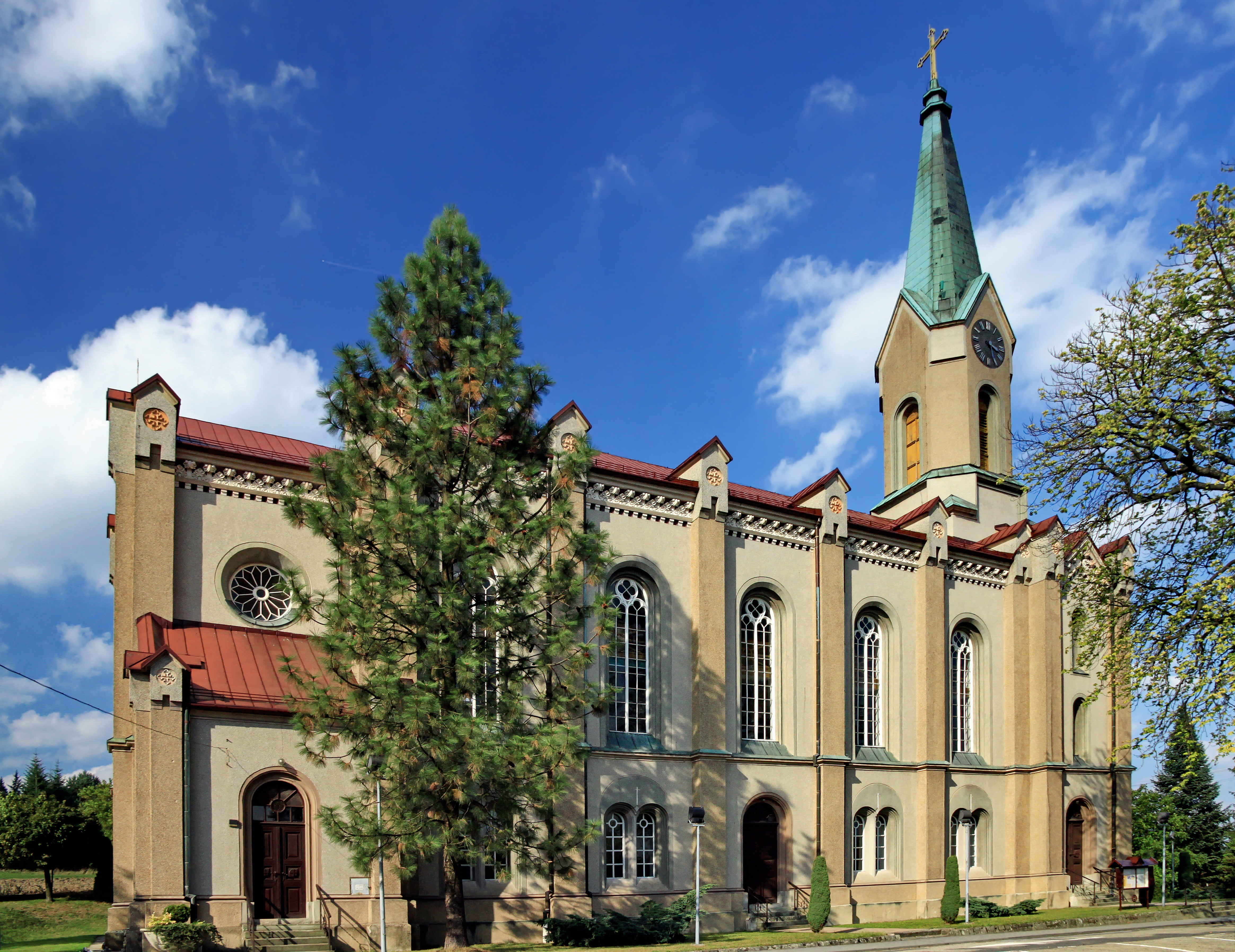
Die evangelisch-augsburgische Kirche in Skoczów (Skotschau)

- Zentrum für Mission und Evangelisation, Bielsko-Biała
- Augustana-Verlag, Bielsko-Biała
- Diakonissenmutterhaus „Eben-Ezer“, Dzięgielów

## Partnerschaft
Es besteht eine Partnerschaft zwischen der Diözese Teschen und dem Kirchenkreis An der Agger (Sitz: Gummersbach) der Evangelischen Kirche im Rheinland.